# Bernd Scholz
Bernd Scholz (ur. 28 lutego 1911 w Neustadt O.S., zm. 22 września 1969 w Schliersee) – niemiecki kompozytor. W niektórych swoich kompozycjach występował pod pseudonimem artystycznym Klaus Textor.

## Życiorys
Bernd Scholz urodził się w Neustadt in Oberschlesien (obecnie Prudnik). Już jako dziecko chciał zostać kompozytorem. Swoją pierwszą kompozycję napisał w wieku 12 lat. Wyjechał do Berlina, gdzie studiował język niemiecki i muzykę w Akademie für Schul- und Kirchenmusik. Służył w Wehrmachcie podczas II wojny światowej i trafił do niewoli radzieckiej, w której przebywał do 1950.
W 1950 roku powrócił do Niemiec Zachodnich i zamieszkał w Schliersee. Ożenił się i miał trójkę dzieci. Pracował jako prezenter radiowy i telewizyjny.
Jest pochowany na cmentarzu w Schliersee.

## Dzieła
Konzerte
Intrade
Japanische Regenmelodie
Kleine Melodie von anno dazumal
Kleine Serenade
Land-Liebe
Lebensraum
Lederhosen-Polka
Liebeswalzer
Lied Ohne Worte
Luftsprünge
März-Gebet
Mandolinetta
Medaillon
Mein Haar, Das Ist Mein Sturmhut
Melodie
Menuett
Merry Day
Mi ist ein schön's braun's Maidelein
Minara
Mir ist ein feins braunes Maidelein
Monopoli
Moritat von Anton Und Dorothee
Nymphenburger Miniatur
Olivia
Ouvertüre zu Einem Possenspiel
Ouvertüre zu Einer Harlekinade
Papagallo
Paradiso
Rummelplatz
Salzburger Spieluhr
Schillerndes Spiel
Schlesischer Kirmes-Dreher
Serenade
Serenata Melanconica
Serenata Piccolina
Siesta in Ibiza
Sommerlaune
Sommerwind
Sonate Nr.2
Sonatine
Sonatine D-dur
Sonatine Für Flöte Und Klavier
Sonatine Für Unterhaltungsorchester
Suite Für Flöte Und Klavier
Suite Galante
Traum-Serenade
Türkische Barcarole
Verträumte Bucht
Wenn du an die Liebe glaubst
Westindia-Serenade
Xylophonetik

### Dzieła pod pseudonimem Klaus Textor
Aus Grossmutters Salon-Album
Angry-Swing
Blue Dark-Blues
Candlelight-Blues
Der Jongleur-Fox
Der Traum des Zirkusreiters
Fiesta-Mambo
Gay Play
Glasmosaik
Gluecksklee
Happiness-Fox
Hund und Katze
Ich Finde die Liebe sentimental
In der Bucht Von Riva
In der Toscana
Irrlichter
Kleine Strassenmelodie
Kleiner Konzertwalzer
Lied im Schilf
Lolita-Fox
Mi ist ein rot Goldringelein
Mimosen-Tango
Mistral
Morgens in der Fruehe
Novella Amorosa
Nudelbrett-Polka
Party-Bummel
Ping-Pong
Pulli-Rock
Roulette
Rundherum-Polka
Schmollwinkel-Polka
Seifenblasen
Spaziergang am See
Staccato-Intermezzo
Suedland-Express
Sweety
Tearoom-Story
Tristy
Trompeten-Ballade
Valsette Parsienne
Velocipede-Boogie
Wolkenjagd